# Bengt Bauler
Bengt Bauler, ursprungligen Bengt Anders Nilsson, född 16 juli 1958 i Hässleholm, är en svensk skådespelare och regissör.
Bauler debuterade som dansare i Lilla Helgonet med Nils Poppe på Maximteatern i Stockholm 1978.[källa behövs] Han spelade auktionsförrättare i Poppes farsoperett Mimmi från Möllevången på Fredriksdalsteatern i Helsingborg 1980.[källa behövs] Han är utbildad vid Calle Flygare Teaterskola och senare vid Statens scenskola i Göteborg (1980-1983).
På teater har han mestadels varit verksam vid Göteborgs Stadsteater där han spelat titelrollerna i pjäser som Romeo och Juliet, Nicholas Nickleby, Caligula och West Side Story. Han spelade rollen som Harry Blixt (Bright) i Björn Ulvaeus och Benny Anderssons musikal Mamma Mia! på Cirkus i Stockholm 2005 till 2007, samt på Scandinavium 2007. Han har också varit knuten till Dramaten.
Bauler är också verksam som skådespelare i film och på TV. Han är känd för rollen som Carl Ericson i TV-serien Rederiet (1994–2002).
Bengt Bauler arbetar även som regissör, mestadels på TV där han bland annat regisserat totalt 47 avsnitt av Rederiet (1998–2002). Han har även regisserat Vänner och fiender (1996) och Nya tider (1999).

## Filmografi

### Regi
- 1996 – Vänner och fiender (TV-serie)
- 1998 – Rederiet (TV-serie) (till och med 2002)
- 1999 – Nya tider (TV-serie)

### Roller
- 1981 – Pappa och himlen
- 1984 – Träpatronerna (TV-serie) (även 1988)
- 1986 – Torkhuven
- 1990 – F-E-D-A (TV-serie)
- 1993 – Polisen och domarmordet (TV-serie)
- 1993 – Macklean (TV-serie)
- 1994 – Rederiet (TV-serie) (till och med 2002)
- 1994 – Håll huvet kallt (TV-serie)
- 1997 – Djungel-George (svensk röst till Lyle van de Groot)
- 2001 – Reuter & Skoog (TV-serie)
- 2003 – Flamingo
- 2003 – Talismanen (TV-serie)
- 2009 – Andra Avenyn (TV-serie)
- 2018 – Vår tid är nu (TV-serie)
- 2024 – Strandhotellet (TV-serie)

### Fotnoter
1. 1 2 3 4  ”Bengt Bauler”. Svensk Filmdatabas. http://www.sfi.se/sv/svensk-filmdatab/Item/?type=PERSON&itemid=176455&ref=%2ftemplates%2fSwedishFilmSearchResult.aspx%3fid%3d1225%26epslanguage%3dsv%26searchword%3dBengt+Bauler%26type%3dPerson%26match%3dBegin%26page%3d1%26prom%3dFalse. Läst 27 september 2012.
2. ↑  ”Bengt Bauler”. Agentbolaget.se. Arkiverad från originalet den 23 juni 2012. https://web.archive.org/web/20120623035308/http://www.agentbolaget.se/artist.php?id=bengtbauler. Läst 27 september 2012.
3. ↑  ”Bengt Bauler”. IMDb.com. Arkiverad från originalet den 2 februari 2014. https://web.archive.org/web/20140202125127/http://akas.imdb.com/name/nm0062042/. Läst 27 september 2012.